# Johannes de Doperkerk (Nieuw-Vossemeer)
De Johannes de Doperkerk is een kerkgebouw in Nieuw-Vossemeer in de gemeente Steenbergen in de Nederlandse provincie Noord-Brabant. De kerk staat aan de Achterstraat 13 en achter de kerk ligt het kerkhof.
De kerk is gewijd aan Johannes de Doper.

## Geschiedenis
Rond 1795 werd er in Nieuw-Vossemeer de eerste katholieke kerk gebouwd. Dit was een schuurkerk die tot 1843 in gebruik was.
Rond 1843 werd er een nieuw kerkgebouw in gebruik genomen en stond op het plein waaraan de tegenwoordige kerk ook staat.
In 1873 werd de bouw begonnen van een nieuw kerkgebouw achter de bestaande kerk naar het ontwerp van architect Kees van Genk. In 1876 vond de inwijding van de nieuwe kerk plaats. In 1873 werd de oude kerk gesloopt.
In 1929 werd de kerk uitgebreid waarbij onder andere het altaar naar achteren werd verplaatst.
In 1953 werd de kerk getroffen door de watersnoodramp.
Op 23 april 2002 werd het kerkgebouw ingeschreven in het rijksmonumentenregister.

## Opbouw
De niet-georiënteerde neogotische kruiskerk bestaat van oost naar west uit een kerktoren met ingesnoerde torenspits, een driebeukig schip met zes traveeën in basilicale opstand, een transept van twee traveeën en een koor van twee traveeën met een driezijdige koorsluiting. De kerktoren heeft vier geledingen en wordt getopt door een naaldspits. De vierdingtoren is een dakruiter. Het middenschip en het koor worden gedekt door een samengesteld zadeldak.